# Susan Tedeschi

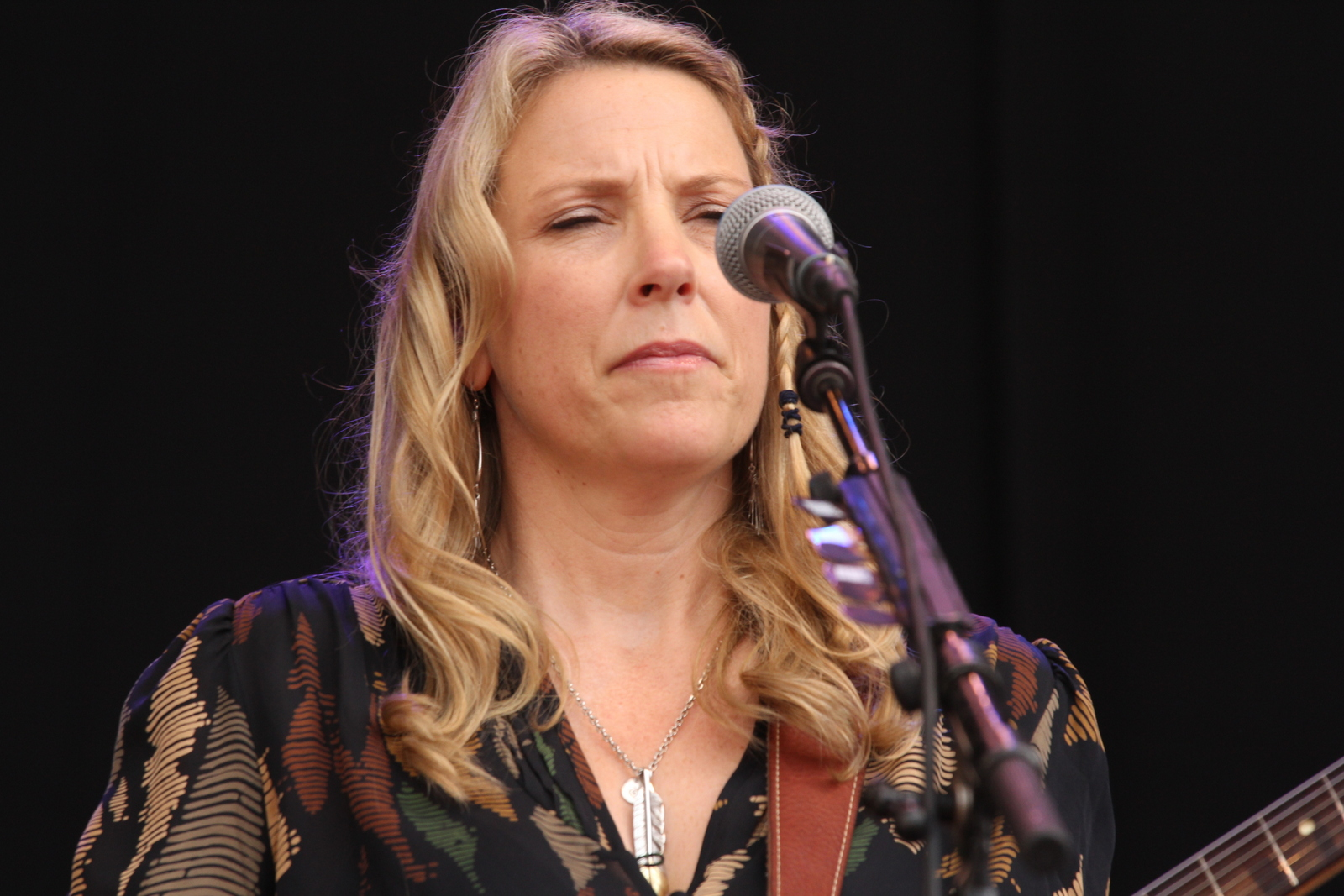
Susan Tedeschi på Notodden Blues Festival

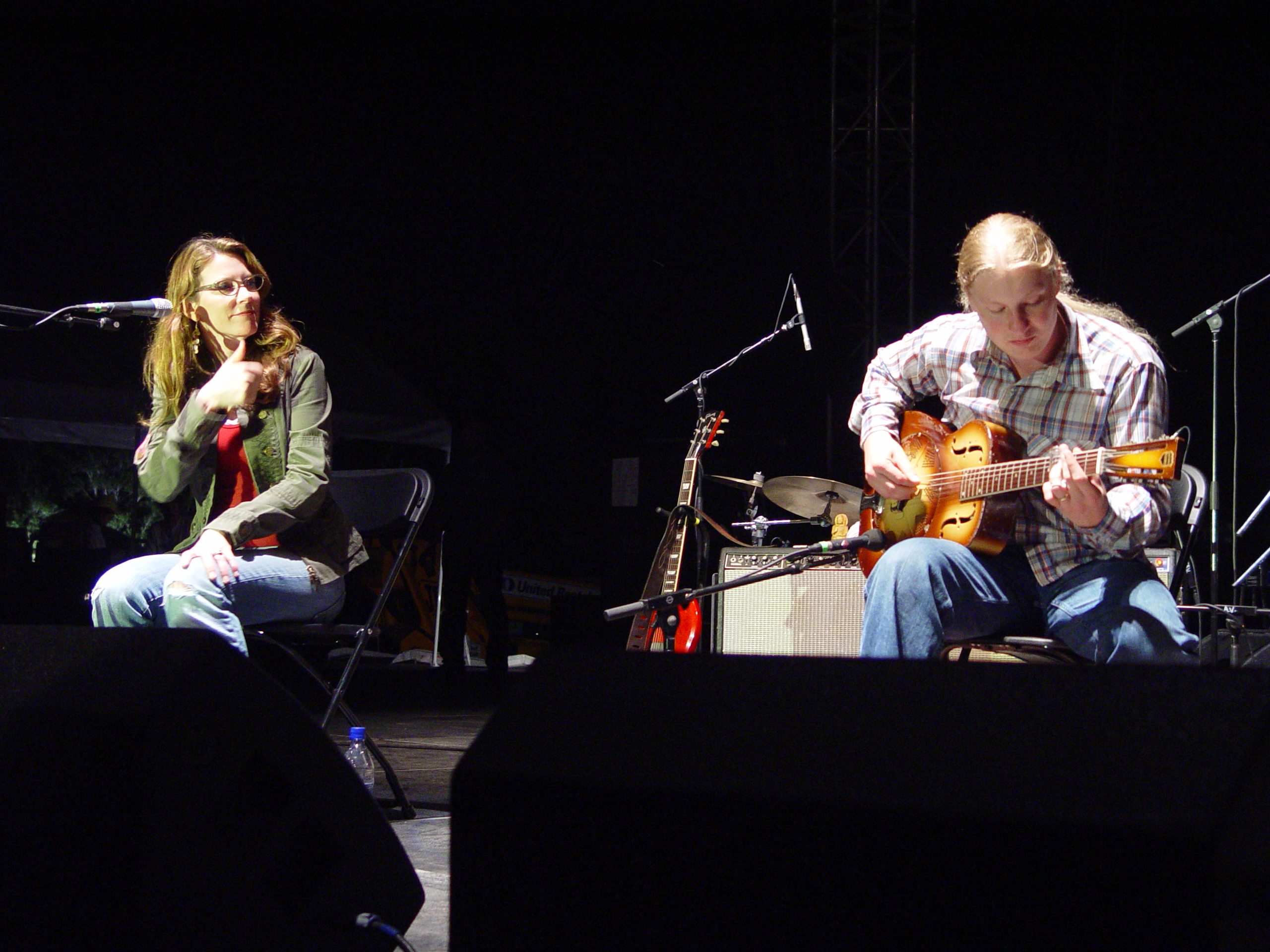
Tedeschi och maken Derek Trucks.

Susan Tedeschi, född 9 november 1970 i Boston, Massachusetts, är en amerikansk bluessångerska, gitarrist och låtskrivare.
Hon har alltid varit intresserad av musik och gjorde sitt första framträdande redan som barn som inhoppare i en Broadwaymusikal. Hon uppfostrades som katolik men föredrog att gå i afroamerikanska baptistkyrkor för att hon tyckte bättre om musiken där. Hon började spela i band hon var 13 och startade sin första egna grupp, Smokin' Section, när hon var 18. Hon studerade vid Berklee College of Music där hon också var med i gospelkören. Vid samma tid började hon även spela på lokala bluesklubbar. 
1994 startade hon bandet Susan Tedeschi Band. De gav ut skivan Just Won't Burn 1998. Hon turnerade mycket och började dra en större publik. 1999 medverkade hon i musikfestivalen Lilith Fair och hon kom också att vara förband åt artister och grupper som John Mellencamp, B.B. King, Buddy Guy, The Allman Brothers Band, Bob Dylan och Rolling Stones. Hon har nominerats till tre Grammy Awards.
Hon är gift med Derek Trucks sedan 2001. De har två barn.

## Diskografi
- Better Days (Oarfin, 1997)
- Just Won't Burn (Tone Cool, 1998)
- Wait for Me (Tone Cool, 2002)
- Live from Austin TX (New West, 2004)
- Hope and Desire (Verve, 2005)
- Back to the River (Verve, 2008)